# Шипило В'ячеслав Миколайович
В'ячеслав Миколайович Шипило (30 серпня 1985, м. Новополоцьк, СРСР) — білоруський хокеїст, захисник. Виступає за ХК «Ліда» (Білоруська Екстраліга).
Виступав за ХК «Гомель», «Юніор» (Мінськ), «Юність» (Мінськ), ХК «Брест», «Хімволокно» (Могильов), «Керамін» (Мінськ), «Шинник» (Бобруйськ).
У складі національної збірної Білорусі провів 7 матчів. У складі молодіжної збірної Білорусі учасник чемпіонатів світу 2004 (дивізіон I) і 2005.
Досягнення
- Чемпіон Білорусі (2009).